# Сержіу Лейте
Сержіу Лейте (порт. Sérgio Leite, нар. 16 серпня 1979, Порту) — португальський футболіст, що грав на позиції воротаря.

## Клубна кар'єра
Народився 16 серпня 1979 року в місті Порт. Вихованець юнацьких команд футбольних клубів «Лапа» та «Боавішта». Будучи за спиною досвідчених воротарів Вільямом Андемом та Рікарду Перейрою, не мав шансів зіграти за першу команду, тому здавався в оренду до клубів «Мая», «Ешпінью», «Пенафіел» та «Леса».
2003 року Лейте перебрався до Англії у «Чарльтон Атлетик», але і тут не грав, тому здавався в оренду до «Оваренсе», а потім перейшов у інший англійський клуб «Галл Сіті», де до лютого 2006 року він лише один раз зіграв у Кубку Футбольної ліги.
З 2006 року грав у Румунії за «Васлуй» та «Брашов», будучи першим португальським воротарем, який грав у чемпіонаті Румунії, а потім виступав за «Атромітос» (Героскіпу), знову ставши першим португальським воротарем, який підписав контракт з кіпрським клубом.
2008 року повернувся до рідної «Боавішти», яка переживала складні часи, і зіграв 22 гри у другому дивізіоні, а завершив ігрову кар'єру у команді «Гондомар», за яку виступав протягом 2009—2011 років. По завершенні кар'єри став футбольним агентом.

## Виступи за збірні
Виступав у складі юнацьких збірних. Він був чемпіоном Європи серед юнаків до 16 років у 1995 році і віце-чемпіоном Європи серед юніорів до 18 років у 1997 році. Згодом з командою до 20 років брав участь у чемпіонаті світу U20 1999 року у Нігерії, дійшовши до 1/8 фіналу, а наступного року на Турнірі в Тулоні отримав титул найкращого воротаря турніру 2000 року, допомігши команді дійти до фіналу змагання.
Протягом 2000—2002 років залучався до складу молодіжної збірної Португалії, з якою був учасником молодіжного чемпіонату Європи 2002 року у Швейцарії, на якому португальці не подолали груповий етап. Всього на молодіжному рівні зіграв у 24 офіційних матчах.

## Титули і досягнення
Збірні
- Чемпіон Європи (U-16): 1996